# Gombe
 For alternative betydninger, se Gombe (flertydig). (Se også artikler, som begynder med Gombe)
Gombe er en by i den nordøstlige del af Nigeria. Den er administrativ hovedstad for delstaten Gombe og har anslået 198.546 indbyggere (2012) på et areal af 52 km2.
Gombe ligger ved jernbanen mellem Bauchi og Maiduguri, og er et handels- og markedscentrum med cement- og tekstilindustri og flere højere læreanstalter .
Byen er også hovedstad i det nu kun nominelle emirat Gombe, som blev grundlagt tidligt i 1800-tallet.
I Gombe ligger Abubakar Umar Memorial Stadium med plads til 10.000 tilskuere, der er hjemmestadion for fodboldklubben Gombe United FC.